# Тріщук (рід)
Тріщу́к (Henicorhina) — рід горобцеподібних птахів родини воловоочкових (Troglodytidae). Представники цього роду мешкають в Мексиці, Центральній і Південній Америці.

## Види
Виділяють п'ять видів:
- Тріщук біловолий (Henicorhina leucosticta)
- Тріщук сіроволий (Henicorhina leucophrys)
- Тріщук санта-мартанський (Henicorhina anachoreta)[5][6]
- Тріщук рябокрилий (Henicorhina leucoptera)
- Тріщук великий (Henicorhina negreti)[7]

## Етимологія
Наукова назва роду Henicorhina походить від сполучення слів дав.-гр. ἑνικος — поодинокий і ῥις — ніздря.